# Itet
Itet, también conocida como Atet, fue una mujer de la realeza que vivió en el antiguo Egipto. Era la esposa de Nefermaat, el hijo mayor del faraón Sneferu, además de visir y líder religioso en la corte real que oficiaba en el culto a Bastet. Fue madre de tres hijas y numerosos hijos. Su hijo, Hemiunu, sucedió a su marido como visir. Ella y su esposo fueron enterrados en la mastaba 16 en Meidum.

## Familia
Quince de los descendientes de Itet y Nefermaat se nombran en su tumba en Meidum. Las hijas Djefatsen e Isesu y los hijos Hemiunu, Isu, Teta y Khentimeresh se representan como adultos, mientras que la hija Pageti y los hijos Itisen, Inkaef, Serfka, Wehemka, Shepseska, Kakhent, Ankhersheretef, Ankherfenedjef, Buneb, Shepsesneb y Nebkhenet se representan como niños. Su hijo, Hemiunu, fue el visir que se cree que ayudó a planificar la Gran Pirámide de Keops y, a menudo, se le asigna como su arquitecto.